# エラ・バリンスカ
エラ・バリンスカ（Ella Balinska, 1996年10月4日 - ）は、イギリスの女優。2019年の映画『チャーリーズ・エンジェル』の主役に抜擢され知名度を上げた。

## 生い立ち
バリンスカは1996年10月4日、イギリスのロンドンで産まれた。父親はポーランド人の起業家カッツ・バリンスキ＝ジョンジル、母親はカリビアンのモデル兼シェフ、ロレイン・パスカルだが、バリンスカ幼少の2002年に離婚している。
学生時代はネットボールでは地方大会レベル、陸上競技では全国レベルの選手として活躍し、やり投げでロンドン代表チームに加わった。2015年にロンドンのジェームズ・アレン・ガールズ・スクールを卒業後は、ギルフォード演劇学校に進み2018年卒業した。

## キャリア
2017年、バリンスカはテレビのドラマシリーズ『The Athena』で、主演のニエラ・マリク役を獲得した。
2018年7月ソニー・ピクチャーズ エンタテインメントは、クリステン・スチュワート、ナオミ・スコットとバリンスカが、2019年公開の映画『チャーリーズ・エンジェル』で3人のエンジェル役に選ばれたことを発表した。同作で共演も果たした監督のエリザベス・バンクスは、直接面談することなくビデオオーディションのみでバリンスカの採用を決めた。
2021年3月、バリンスカはアクションロールプレイングゲームの新作『FORSPOKEN』で、ボイスアクター及びモーションアクターとして。主人公のフレイ・ホーランドを演じることを明かした。
女優業の傍らモデルとしても活躍し、カルティエやカートジェイガーのキャンペーンに登場したり、2020年にはアレキサンダー・マックイーンの衣装でメットガラデビューも果たした。

## フィルモグラフィ

### 映画
| 年   | タイトル                                      | 役              | 備考                   |
| ---- | --------------------------------------------- | --------------- | ---------------------- |
| 2015 | Junction 9                                    | Tanya Mason     |                        |
| 2015 | Thanatos                                      | Clarice Spinoza | 短編                   |
| 2016 | Hunted                                        | Agent A. Fox    | 短編                   |
| 2017 | Tiers of the Tropics                          | Orla            | 短編                   |
| 2017 | Clover                                        | Maya            | 短編                   |
| 2017 | Room                                          | Meghan          | 短編                   |
| 2017 | 10 Men & Gwen                                 | Cristina        | 短編                   |
| 2017 | A Modern Tale                                 | Esme            |                        |
| 2019 | チャーリーズ・エンジェル Charlie's Angels     | ジェーン・カノ  |                        |
| 2019 | Ru's Angels                                   | Jane Kano       | 短編、カメオ           |
| 2020 | ラン・スイートハート・ラン Run Sweetheart Run | シェリー        | Amazon Prime Video配信 |
| 2024 | Skincare                                      | Jessica         |                        |
| TBA  | The Occupant                                  | Abby            |                        |

### テレビ
| 年   | タイトル                        | 役                   | 備考                                |
| ---- | ------------------------------- | -------------------- | ----------------------------------- |
| 2018 | カジュアルティ Casualty         | Susie Barbour        | Season 32, episode 33               |
| 2018 | バーナビー警部 Midsomer Murders | グレイス・ブリッグス | 第40話「早すぎた別れ」              |
| 2019 | The Athena                      | Nyela Malik          | 計26話出演                          |
| 2022 | バイオハザード Resident Evil    | ジェイド・ウェスカー | Netflixオリジナルシリーズ 計8話出演 |

### ビデオゲーム
| 年   | タイトル  | 役                 | 備考   |
| ---- | --------- | ------------------ | ------ |
| 2022 | FORSPOKEN | フレイ・ホーランド | [ 16 ] |

## 賞
| 年   | 賞                                                       | 部門        | 対象       | 結果       | 備考   |
| ---- | -------------------------------------------------------- | ----------- | ---------- | ---------- | ------ |
| 2019 | スクリーン・ネイション・フィルム・テレビジョン・アワーズ | Rising Star | The Athena | ノミネート | [ 11 ] |